# Catharanthus roseus
Catharanthus roseus es una especie de Catharanthus nativa y endémica de Madagascar. Entre sus sinónimos se incluyen Vinca rosea (el basónimo), Ammocallis rosea, y Lochnera rosea.

## Descripción
Es una planta herbácea o subarbusto, que alcanza una altura de 1 m. 
Las hojas son de ovales a oblongas, de 2,5 a 9 cm de longitud y de 1 a 3.5 cm de anchura, color verde brillante, con un nervio central pálido y un corto peciolo de 1 a 1,8 cm de longitud; se disponen en pares opuestos. 
Las flores constan de una corola de hasta  5 centímetros de diámetro formada por cinco pétalos, unidos en su base a un  tubo que puede ser tan largo como el diámetro corolino. El cáliz está formado por cinco sépalos lineares, cortos, de menos de 1 cm de longitud. En las plantas silvestres la corola es de color rosado claro, más raramente blancas, con la base de los pétalos más oscura. Las variedades ornamentales pueden mostrar tonos más intensos de rosa o combinaciones de tonos.  
El fruto está formado por dos folículos de 2 a 4 cm de largo y 5 mm de ancho,tiene una sutura longitudinal en su cara interior. Las semillas tienen un vilano que les ayuda en  su dispersión anemócora.

## Hábitat

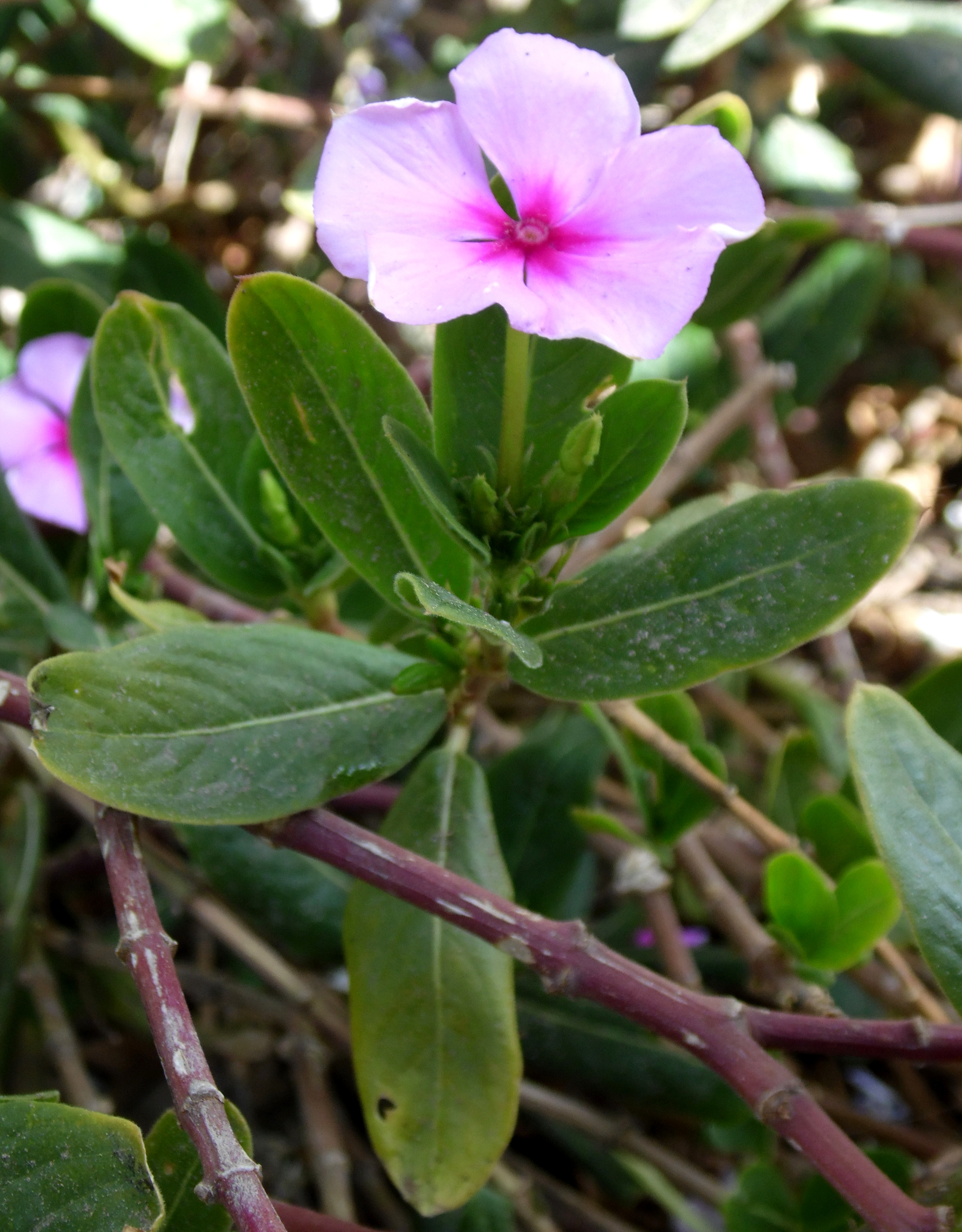
Catharanthus roseus

En la naturaleza, es una planta amenazada; la principal causa es la pérdida de su hábitat mediante el desbroce y quema del bosque para dedicarlo a la agricultura y la ganadería. Sin embargo esta especie se encuentra cultivada ampliamente y está naturalizada en amplias áreas subtropicales y tropicales del mundo.

## Cultivo y uso

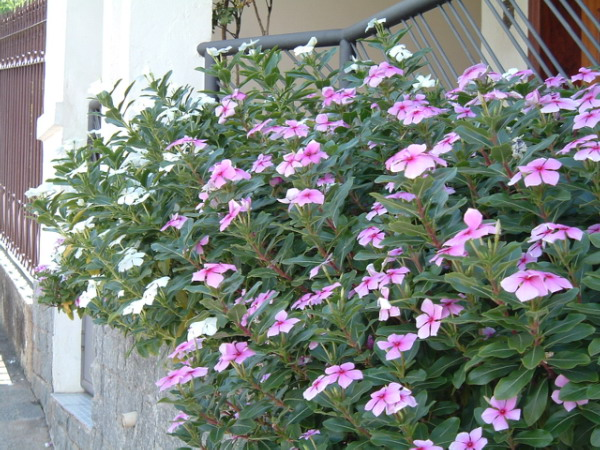
Catharanthus roseus cultivado en Brasil como planta de jardín.

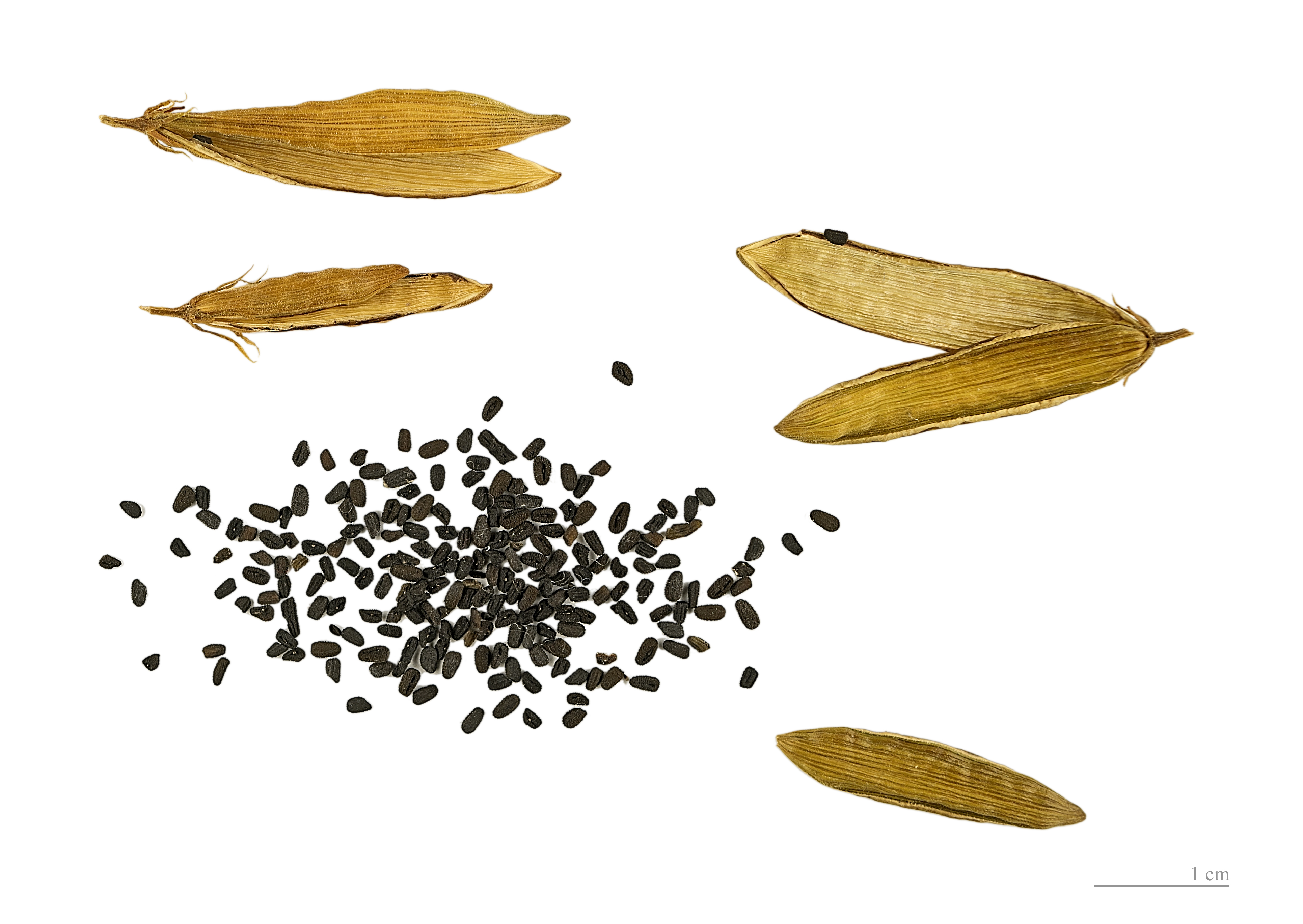
Frutos y semillas.

Esta especie se cultiva principalmente como planta ornamental. 
Se la aprecia por su resistencia en condiciones secas y en deficiencia de nutrientes, popular en los jardines de zonas subtropicales donde las temperaturas nunca bajan de 5 °C a 7 °C, y como planta de arriate en jardines de clima templado durante la estación más cálida. Se seleccionan por su período de floración más prolongado, todo el año en condiciones tropicales, desde la primavera a finales de otoño en climas templados. Prefieren pleno sol y suelo bien drenado. Hay numerosos cultivares ornamentales con flores de tonos diferentes a los originales: blanco, malva, anaranjado, escarlata, rojizo-anaranjado;  y combinaciones entre ellos. Algunas variedades son algo más resistentes a las bajas temperaturas que la especie silvestre.

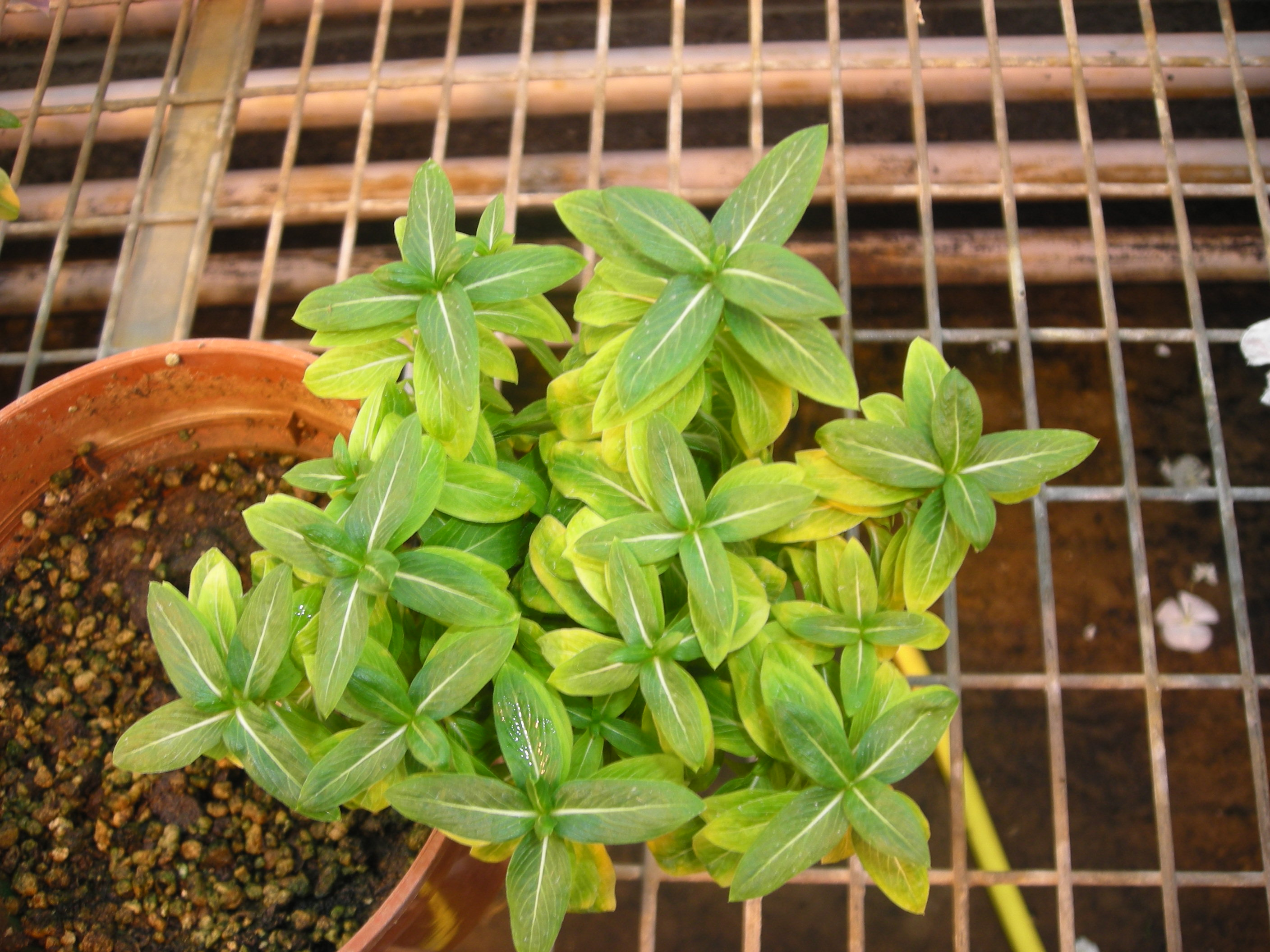
Síntomas de la infección del fitoplasma.

C. roseus se utiliza en investigación de patologías de las plantas como huésped experimental para fitoplasmas. Esto es así porque es fácil de infectar con la mayor parte de fitoplasmas, y frecuentemente presenta unos síntomas muy peculiares tales como filodios y una significativa reducción del tamaño de las hojas.
Las sustancias vinblastina y vincristina extraídas de la planta se usan en el tratamiento de la leucemia.

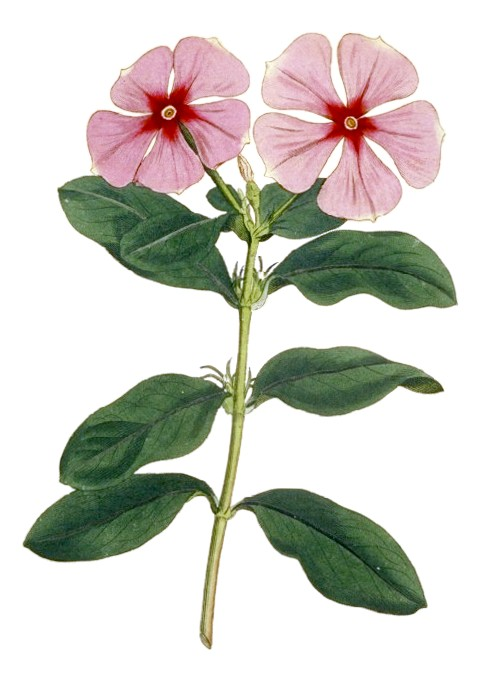
Ilustración

La planta se ha usado tradicionalmente para tratar la diabetes y la hipertensión, pero los efectos adversos y su elevada toxicidad no la hacen aconsejable para uso interno.
Por su contenido en ibogaína puede ser alucinógeno y se le cita (bajo el sinónimo Vinca rosea) en el Louisiana State Act 159.

## Alcaloides
- Vincristina,[10] usada en la quimioterapia del cáncer.[11]
- Vinblastina[12]
- Reserpina[12]
- Ibogaína[12]
- Yohimbina[12]

## Taxonomía
Catharanthus roseus fue descrita por (L.) G.Don y publicado en A General History of the Dichlamydeous Plants 4: 95. 1837.
Sinonimia
- Ammocallis rosea (L.) Small
- Catharanthus roseus var. albus G.Don
- Hottonia littoralis Lour.
- Lachnea rosea (L.) Rchb.
- Lochnera rosea (L.) Rchb. ex Endl.
- Lochnera rosea (L.) Rchb. ex K.Schum.
- Lochnera rosea var. alba (G.Don) Hubbard
- Lochnera rosea var. flava Tsiang
- Pervinca rosea (L.) Gaterau
- Pervinca rosea (L.) Moench
- Vinca rosea L.
- Vinca rosea var. alba (G.Don) Sweet
- Vinca rosea var. albiflora Bertol.

var. angustus Bakh.
- Catharanthus roseus var. nanus Markgr.
- Lochnera rosea var. angusta Steenis

var. roseus
- Vinca gulielmi-waldemarii Klotzsch
- Vinca speciosa Salisb.[14]

## Nombres comunes
- dominica de Cuba, flor del príncipe, no me dejes, no me olvides, yerba doncella de Java.[15]
- Colombia: cortejo, chabelita o chocolata
- Costa Rica: mariposa
- Cuba: vicaria
- Ecuador: chabelita
- El Salvador: chula
- España: alegría de la casa, chavelita, dominica, pervinca de Madagascar, vinca de Madagascar, vicaria, vicaria blanca, violeta blanca.[16]En algunos lugares de Canarias se llama teresita o perico teresa
- Guatemala: chatita o chula
- Honduras: guajaca
- México: ninfa, teresita, maravilla, hierba doncella, margarita o chula
- Nicaragua: primorosa
- Panamá: chabelita o vinca
- Perú: chabelita
- República Dominicana: catalana
- Venezuela: coqueta, chipe, primorosa o buenas tardes o Putica